# Karl Bernhardi

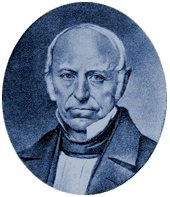
Karl Bernhardi

Karl Christian Sigismund Bernhardi (* 5. Oktober 1799 in Ottrau, Hessen; † 1. August 1874 in Kassel) war ein deutscher Schriftsteller, Bibliothekar, Publizist und Politiker.

## Leben

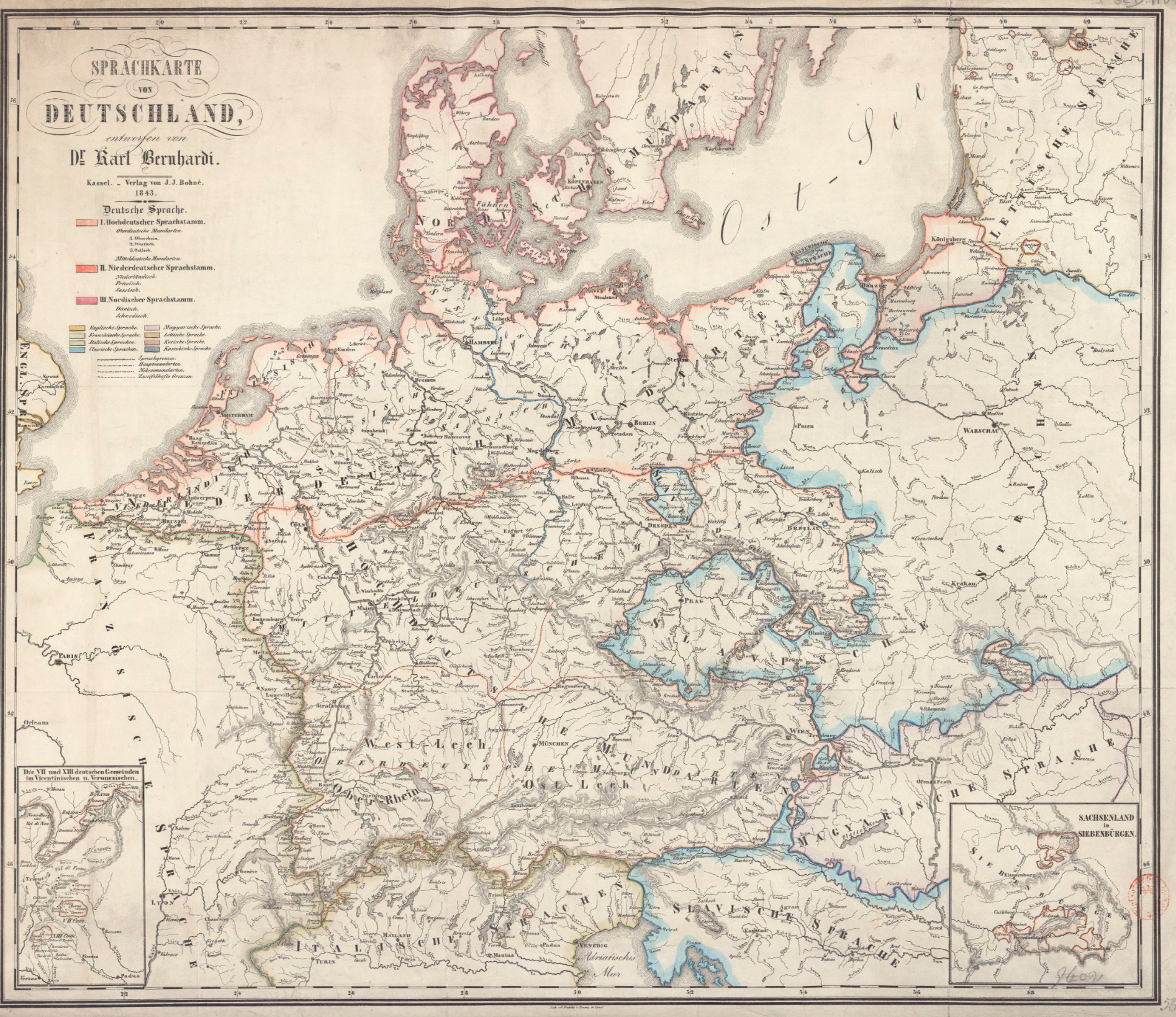
Darstellung des deutschen Sprachraums von Bernhardi aus dem Jahr 1843.
Diese Karte aus der Zeit der frühesten Germanistik enthält einige historische Besonderheiten: So werden u. a. Schwedisch und Dänisch der deutschen Sprache untergeordnet, erscheint das Englische als unverwandt und werden das Niederländische, Friesische und „Sassische“ zusammenfassend als „Niederdeutscher Sprachstamm“ dargestellt.

Als Sohn des Predigers Johann Christian Bernhardi (* 8. April 1767 in Bacharach; † 11. Juli 1837 in Zierenberg) und dessen Ehefrau Sabine, geborene Claudi (* 11. September 1769 in Wetter bei Marburg; † 13. Juli 1836 in Zierenberg), studierte Karl Bernhardi Evangelische Theologie und Philologie an der Philipps-Universität. 1816 wurde er im Corps Hassia Marburg aktiv. 1817 schloss er sich der Alten Marburger Burschenschaft Germania an. Von 1819 bis 1823 war er Hauslehrer in Brüssel, setzte anschließend sein Studium der Philologie an der Reichsuniversität Löwen fort, an der er 1826 zum Dr. phil. promovierte und Bibliothekar. 1829 wurde er als Erster Bibliothekar an die Kurhessische Bibliothek berufen.
Die Kurhessische Verfassung von 1831 fand in ihm einen ihrer aktivsten Vorkämpfer. So war er 1831 Mitbegründer und Redakteur der Zeitung Der Verfassungsfreund und gehörte 1833 der Kurhessischen Ständeversammlung an. 1834 gründete er in Kassel die „Anstalt zur Erziehung armer und verwahrloster Knaben“. Er war Mitglied der Stadtverordnetenversammlung Kassels und Vorsteher des Bürgerausschusses von 1835 bis 1841.
Vom 18. Mai 1848 bis zum 21. Mai 1849 war er Abgeordneter für den 2. kurhessischen Wahlbezirk Eschwege in der Frankfurter Nationalversammlung. Er gehörte zu Heinrich von Gagerns Casino-Fraktion und gab von Juni bis Oktober 1848 die Flugblätter aus der Nationalversammlung heraus. Nach der Auflösung der Nationalversammlung nahm er am Gothaer Nachparlament teil.
Von 1859 bis 1874 war er der Leiter kurhessischen Landesbibliothek als einer der Nachfolger von Jacob Grimm. Im selben Jahr wurde er Vorstandsmitglied des Vereins für hessische Geschichte und Landeskunde, den er 1834 mit gegründet hatte und dessen Vorstand er bis zu seinem Tode angehörte.
Als Mitglied der Nationalliberalen Partei saß er von 1867 bis Oktober 1868 im Preußischen Abgeordnetenhaus und von 1867 bis 1870 für den Reichstagswahlkreis Regierungsbezirk Kassel 3 im Reichstag (Norddeutscher Bund).

## Familie
Karl Bernhardi war seit 1838 mit Ida Engelhard (* 3. Oktober 1811 in Kassel; † 1. Oktober 1866 ebenda), Tochter des Kasseler Obergerichtsdirektors Wilhelm Gotthelf Engelhard und dessen erster Gattin Karoline Heym (1795–1821), verheiratet. Beider Sohn war der Reichsgerichtsrat Heinrich Bernhardi.

## Ehrungen
Unvollständige Liste

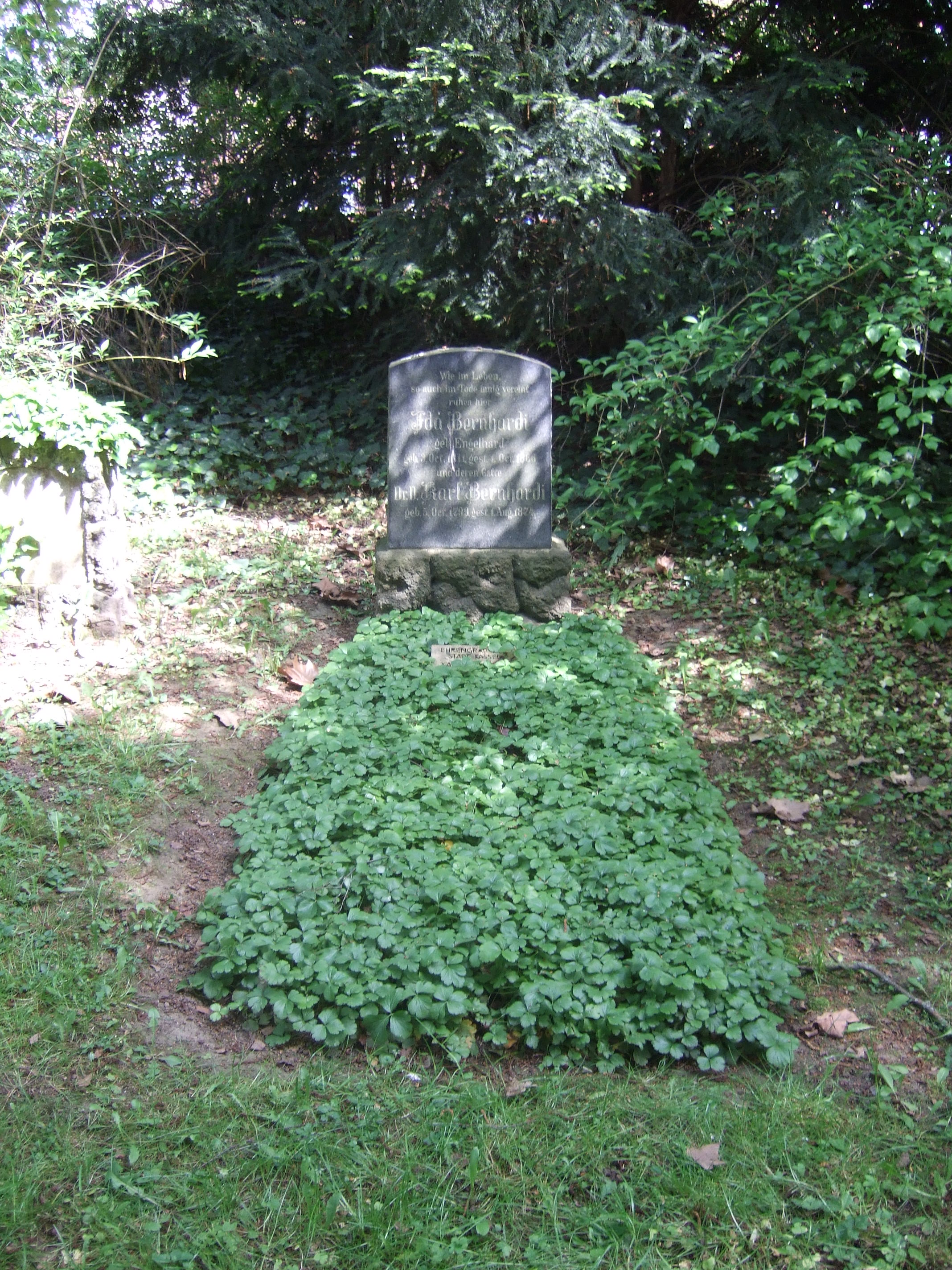
Bernhardis Ehrengrab auf dem Hauptfriedhof Kassel

- Dr. theol. h. c. der Philipps-Universität
- Ehrenbürger von Kassel (1859)

## Werke
Außer vielen Aufsätzen und Flugschriften veröffentlichte er
- De excidio regni judaici. Löwen 1824 (gekrönte Preisschrift).
- Übersetzung von Marie Degérandos: Fortschritte des Gewerbfleißes. Kassel 1842.
- Karl Schomburgs Nachlaß und Briefwechsel. Kassel 1843.
- Sprachkarte von Deutschland. Kassel 1843, 1849.
- Wegweiser durch die Volks- und Jugendschichten. Leipzig 1852.
- Die Sprachgrenze zwischen Deutschland und Frankreich. Kassel 1871.